# ヘブラー・カッディーシャー
ヘブラー・カッディーシャー（chevra kadisha、chebhrāh qaddīšā、ヘブライ語: חֶבְרָה קַדִּישָׁא קדישא）はアラム語で「聖なる組織 "holy society"」の意味であり、もとは扶助組合、現在ではアシュケナジム系の組織で葬儀を営む機関となったもの。